# Exocentrus fastigatus
Exocentrus fastigatus là một loài bọ cánh cứng trong họ Cerambycidae.